# Toxopoda shinonagai
Toxopoda shinonagai är en tvåvingeart som beskrevs av Iwasa 1986. Toxopoda shinonagai ingår i släktet Toxopoda och familjen svängflugor. Inga underarter finns listade i Catalogue of Life.